# Хутанов, Леонид Александрович
Леонид Александрович Хутанов (1 января 1947, Сагарук, Иркутская область — февраль 2016) — российский политический деятель. Член Совета Федерации Федерального Собрания Российской Федерации от Усть-Ордынского Бурятского автономного округа.

## Биография
Окончил агрономический факультет Иркутского сельскохозяйственного институт и Новосибирскую высшую партийную школу.
В 1969-70 работал агрономом в колхозе им. Ленина Эхирит-Булагатского района Иркутской области. С 1970 — на комсомольской работе, был секретарем райкома ВЛКСМ, первым секретарем райкома. В 1976-86 занимал должности инструктора, завотделом, первого секретаря Баяндаевского райкома КПСС. В 1986-93 возглавлял исполком, а затем — совет народных депутатов Усть-Ордынского Бурятского автономного округа.
В апреле 1994 избран председателем окружной думы.

### Совет Федерации
В январе 1996 вошел в состав Совета федерации, был членом движения «Наш дом — Россия». В ноябре 2000 вновь избран на пост председателя думы Усть-Ордынского Бурятского автономного округа.